# Seminar
Seminar é um álbum de estúdio de Sir Mix-a-Lot lançado em 1989.

## Faixas
1. "Seminar" - 3:47
2. "Beepers" - 4:17
3. "National Anthem" - 4:28
4. "My Hooptie" - 4:46
5. "Gortex" - 3:46
6. "The (Peek-a-Boo) Game" - 4:43
7. "I Got Game" - 4:56
8. "I'll Roll You Up" - 4:29
9. "Something About My Benzo" - 4:29
10. "My Bad Side" - 4:46